# Murina aurata
Murina aurata је врста слепог миша из породице вечерњака (лат. Vespertilionidae).

## Распрострањење
Врста је присутна у Вијетнаму, Индији, Кини, Лаосу, Мјанмару, Непалу и Тајланду.

## Станиште
Врста Murina aurata има станиште на копну.

## Угроженост
Ова врста није угрожена, и наведена је као последња брига јер има широко распрострањење.

### Популациони тренд
Популациони тренд је за ову врсту непознат.